# El País
Pour les articles homonymes, voir El País (homonymie).
 (mars 2024).
El País (litt. « Le Pays » en français) est un journal espagnol fondé en 1976, dont la version en ligne constitue le site d'information en langue espagnole le plus consulté au monde, avec près de 19 000 000 de lecteurs uniques (2017). Avec un tirage d'environ 110 000 exemplaires (2019), sa version papier compte environ un million de lecteurs par jour (2020).
Ce quotidien est écrit en espagnol, mais il propose en ligne des versions en catalan, portugais brésilien et anglais. Certains suppléments, comme Quadern Catalunya, sont rédigés dans d'autres langues d'Espagne, pour intégrer les nuances régionales.
Le siège social et la rédaction centrale de El País se trouvent à Madrid. Le journal édite des éditions territoriales depuis les principales villes d'Espagne (Barcelone, Séville, Valence, Bilbao, Saint-Jacques-de-Compostelle), dans lesquelles il a des délégations. De plus, El País imprime et distribue une « édition globale » en Amérique latine.
Ce quotidien appartient au plus important groupe de médias espagnol, Prisa. En 2011, le groupe Prisa a annoncé la plus grosse perte de son histoire, 451 000 000 euros, un chiffre six fois supérieur à celui enregistré en 2010.
La société à travers laquelle ce journal mène ses enquêtes est OPINA Institut.

## Histoire
El País est fondé par Jose Ortega Spottorno (en) et sa première édition date du 4 mai 1976, six mois après la mort de Franco, au début de la transition espagnole. Il est le premier journal à vocation clairement socialiste, dans un contexte où le reste des journaux espagnols venaient de la période franquiste. Le journal est conçu par Reinhard Gade et Julio Alonso. El País est devenu le journal de l'Espagne socialiste, à un moment où la transition du franquisme à la démocratie est encore en plein essor. Son premier directeur (jusqu'en 1988) était Juan Luis Cebrián, qui venait du journal Informaciones. El País suit une ligne éditoriale de centre gauche et est considéré comme proche des socialistes’. Courrier international le décrit « comme l'un des vingt meilleurs journaux du monde ».

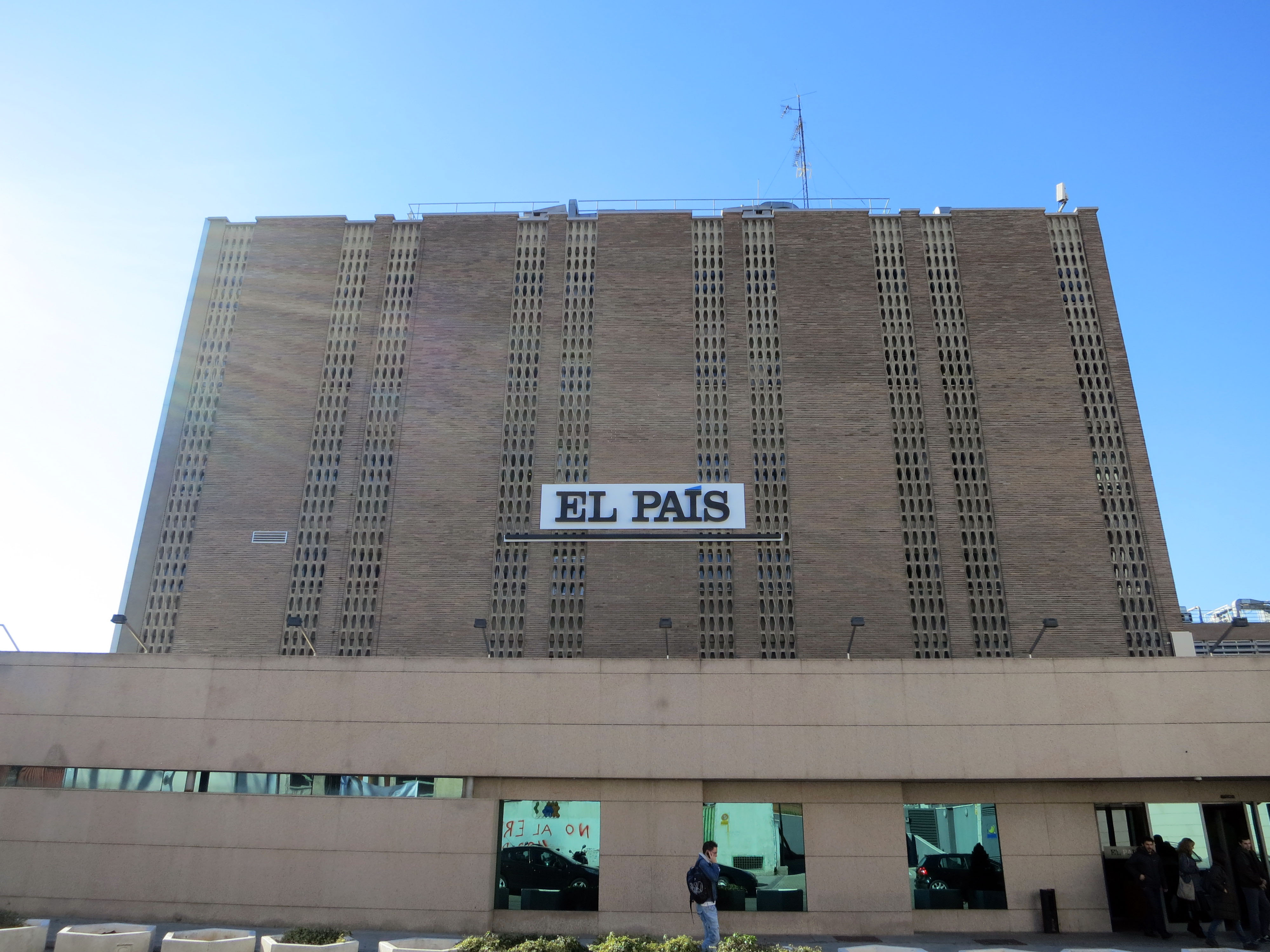
Siège du journal à Madrid.

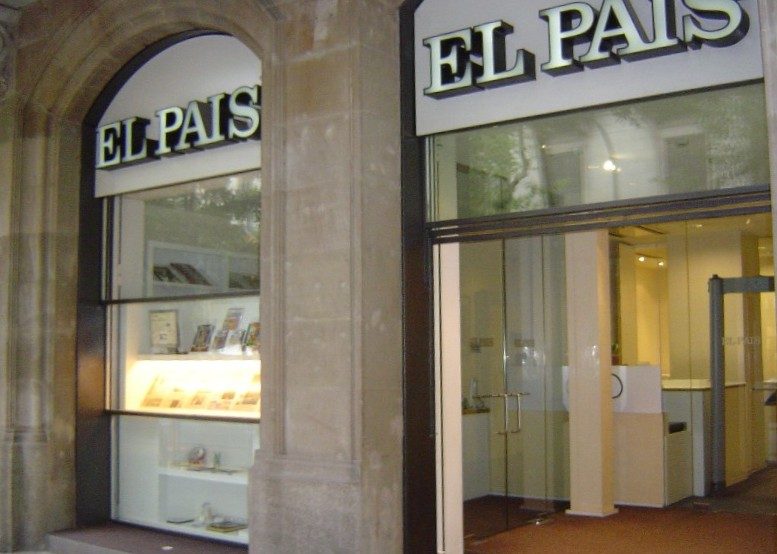
Entrée des bureaux du journal à Barcelone.

En 1989, El País a initié des collaborations avec d'autres journaux européens. Il participe à un réseau de ressources en commun avec La Repubblica (Italie) et Le Monde (France). Depuis octobre 2001, un supplément anglophone d’El País est inclus dans la version espagnole du International Herald Tribune.
Le 4 mai 2004, The New York Times a annoncé la sortie de son New York Times International Weekly dans El País, entre autres journaux européens.
En avril 2006, le journal décide d'offrir un journal gratuit et actualisé en permanence, 24 horas (français : « 24 Heures »). Au format PDF et comptant une dizaine de pages, toute personne connectée à Internet peut le télécharger et l'imprimer.
Le 21 octobre 2007, le journal connaît son premier grand changement de maquette depuis sa création en abandonnant notamment le Times New Roman au profit de la police Majerit, dessinée par le typographe portugais Mário Feliciano et en affichant en une l'accent aigu sur le « i » du nom du journal. De même, la phrase située en une devient El periódico global en español (français : « Le journal global en espagnol ») puis simplement El periódico global en lieu et place de la phrase historique El diario independiente de la mañana (français : « Le quotidien indépendant du matin »).
El País est de mai 2006 — à l'occasion du trentième anniversaire du journal — à 2014 dirigé par Javier Moreno Barber (es).
En 2012, la diffusion est de 324 814 exemplaires.
Fin 2013, le journal lance les éditions El Pais Brasil et El Pais America et étend sa donc sa diffusion au Brésil et en Amérique.
Le 4 mai 2014, Antonio Caño (es) prend la direction du journal,. La chute des ventes du journal sous la direction d'Antonio Caño est importante. C'est ainsi qu'El País voit ses ventes (en kiosque et par abonnement) passer de 224 551 exemplaires journaliers en avril 2014 à 145 191 exemplaires journaliers en 2018, soit une chute de plus de 35 %.
En juin 2018, devant les mauvais résultats du journal, Antonio Caño est remplacé par Soledad Gallego-Díaz (es). Cette destitution suit de près la mise à l'écart de Juan Luis Cebrián, l'un des trois fondateurs, directeur de la publication de 1976 à 1988, puis conseiller délégué de la direction. Juan Luis Cebrián était proche de Mariano Rajoy et de Soraya Sáenz de Santamaría, personnalités politiques du parti conservateur PP, et le journal s'éloignait de plus en plus de son lectorat historique de gauche.
En 2020, l'édition Mexicaine est créée (journal et site).
En 2021, l'édition brésilienne est arrêtée, faute de budget.
Depuis 2025, le président du quotidien, Joseph Oughourlian, a décidé d'écarte plusieurs journalistes vus comme "favorables au gouvernement socialiste". C'est pour cela que la directrice du journal depuis 2021, Pepa Bueno, a été limogée.

## Ligne éditoriale
Depuis toujours, le journal se définit comme ayant une tendance « européiste ». Il a montré à plusieurs reprises son soutien à la figure du roi Juan Carlos Ier pour sa contribution à la consolidation démocratique, en particulier, pour son intervention décisive pour annuler la tentative de coup d'État du 23-F. Le journal est caractérisé par le traitement d'informations et nouvelles internationales, la culture et l'économie, tout cela en plus des informations sur l'Espagne. Des chroniqueurs et contributeurs occasionnels provenant de différents milieux sociaux offrent leur collaboration, tout en suivant la ligne éditoriale du journal démocratique et pro-européen.
El País est connu pour sa ligne éditoriale progressiste et social-démocrate. 
El País est aujourd'hui perçu comme plus libéral qu'autrefois,.
En Catalogne, ses ventes s'effondrent, passant de 20 766 exemplaires journaliers en avril 2014 à 9 023 exemplaires journaliers en 2018, soit une chute de plus de 55 %.

## Version papier deEl País

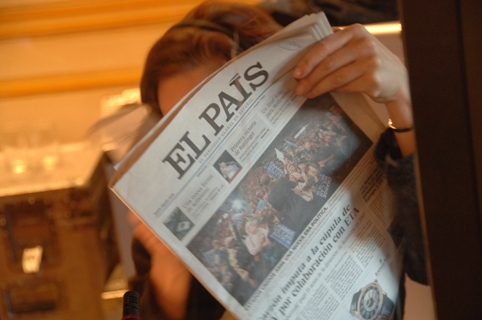
Aperçu de la maquette actuelle du journal.

Officiellement, El País se caractérise par sa simplicité d'expression, à la fois dans le traitement de l'information que dans l'esthétique : les pages cinq colonnes permettent de faire passer l'information clairement. Les photographies et graphisme viennent jouer un rôle secondaire en tant que soutien simple à l'information écrite.
Depuis sa fondation jusqu'à la fin de 2007, le journal a toujours maintenu le même design, avec peu d'évolution (avec utilisation exclusive de photographies en noir et blanc, mais aujourd'hui, a accepté les photographies couleur, principalement dans les divers suppléments), et la même typographie : le Times New Roman.

## Version électronique deEl País
Le 4 mai 1996, El País est devenu le deuxième journal en Espagne à offrir une édition électronique en ligne, El País numérique (après le journal catalan Avui). Il a également été le premier journal espagnol le 18 novembre 2002 à imposer un système de paiement pour accéder au contenu de l'information de son site Web. Ce changement a entraîné une diminution des visites sur le site. Avant de prendre cette décision, El País a été suspendu en 2002 par le Bureau de contrôle numérique de la diffusion en Espagne pendant quatre mois pour avoir commis deux fautes graves. Le 3 juin 2005 El País remet un contenu gratuit tous les jours, et permet aux abonnés d'accéder à certains suppléments comme le contenu multimédia et les versions PDF des journaux.
Le 6 octobre 2014, El País lance une édition en ligne en catalan, elpais.cat, en pleine montée indépendantiste de cette région où il fait concurrence à La Vanguardia, le plus vendu des journaux catalans.
En février 2021, le journal a informé ses lecteurs qu'il serait "100 % numérique" à partir du 16 février 2021 et que sa version imprimée ne serait plus distribuée en Europe (à l'exception de l'Espagne).

## Suppléments
- Lundi :
  - Éducation
- Mardi :
  - Santé
- Mercredi :
  - Futur et sciences
- Jeudi :
  - The New York Times, version USA traduite en espagnol
- Vendredi :
  - Cinéma
  - Propiedades, supplément immobilier
- Samedi :
  -  Babelia, le supplément culturel spécialisé en littérature
  - El Viajero supplément voyages
  - La revista del sabado
  - S Moda
- Dimanche :
  - El País semanal, autrefois intitulé EP[S] - supplément mode, reportage et articles d'opinions
  - Domingo, reportages et interviews
  - Negocios, supplément économique

### Suppléments mensuels
- Motor, supplément sur le monde de l'automobile. Publication le premier samedi tous les mois, et ce depuis avril 2006.
- Tierra, supplément sur la Nature et l'Écologie, il sort le troisième samedi du mois.

### Suppléments disparus
- Pequeño País, supplément pour les enfants arrêté en 2009
- Ocio, supplément culturel du vendredi
- Ciberpaís, supplément du jeudi sur l'informatique et électronique. Arrêté en septembre 2010, le supplément est remplacé par une rubrique permanente dans le journal appelée Tecnología
- EP[3], ou connu sous le nom de El País de las Tentaciones, supplément pour les adolescents. Arrêté en septembre 2011 pour avoir sa rubrique uniquement sur le web

Le journal a également cherché à publier des versions locales de El País :
- Andalucía (1995)
- Cataluña
- Comunidad Valenciana (1995)
- Galicia
- Madrid (1993)
- País Vasco (1997)

## Directeurs
- 1976-1988 : Juan Luis Cebrián
- 1988-1993 : Joaquín Estefanía (es)
- 1993-2006 : Jesús Ceberio
- 2006-2014 : Javier Moreno (es)
- 2014-2018 : Antonio Caño (es)
- 2018-2020 : Soledad Gallego-Díaz (es)
- 2020-2021 : Javier Moreno[22]
- 2021-actuelle : Pepa Bueno[23]

## Contributeurs notables
- Elvira Lindo
- Mario Vargas Llosa
- Javier Marías
- Rosa Montero
- Maruja Torres
- Juan José Millás
- Manuel Vicent
- Manuel Rivas
- Javier Pradera
- Josep Ramoneda
- Arturo Pérez-Reverte
- Patricia de Souza